# Внуковский сельский округ (Дмитровский район)
Внуковский сельский округ — упразднённая административно-территориальная единица, существовавшая на территории Дмитровского района Московской области в 1994—2006 годах.
Внуковский сельсовет был образован в первые годы советской власти. По данным 1918 года он входил в состав Дмитровской волости Дмитровского уезда Московской губернии.
В 1923 году к Внуковскому с/с были присоединены Кунисниковский, Микишкинский и Поддубкинский с/с.
В 1926 году Внуковский с/с включал село Внуково, деревни Игнатовка, Кунисниково и Поддубки.
В 1929 году Внуковский с/с был отнесён к Дмитровскому району Московского округа Московской области.
17 июля 1939 года к Внуковскому с/с был присоединён Кузнецовский с/с (селения Кузнецово, Бородино и Васюково).
14 июня 1954 года к Внуковскому с/с были присоединены Даниловский и Митькинский с/с.
27 августа 1958 года селения Власково, Вороново, Даниловская слобода, Жестылево, Овсянниково, Постниково, Прокошево, Соколово, Торговецво и посёлок Рыбхоза были переданы из Внуковского с/с в Якотский с/с.
1 февраля 1963 года Дмитровский район был упразднён и Внуковский с/с вошёл в Дмитровский сельский район. 11 января 1965 года Внуковский с/с был возвращён в восстановленный Дмитровский район.
На 1969 год в Внуковский с/с входили: село Внуково, деревни Бородино, Ближнее Кузнецово, Васюково, Поддубки, Игнатовка, Митькино, Бирлово, Борисово, Ярово; село Бородино, деревня Ближнево, деревня Кунисниково, посёлок ДЗСМ (бывшая деревня Одинцово).
30 мая 1978 года во Внуковском с/с было упразднено селение Васюково.
5 марта 1987 года из Орудьевского с/с во Внуковский были переданы селения Пересветово, Подчерково, Прудцы, Тендиково и Теряево.
3 февраля 1994 года Внуковский с/с был преобразован в Внуковский сельский округ.
В ходе муниципальной реформы 2004—2005 годов Внуковский сельский округ прекратил своё существование как муниципальная единица. При этом все его населённые пункты были переданы в городское поселение Дмитров.
29 ноября 2006 года Внуковский сельский округ исключён из учётных данных административно-территориальных и территориальных единиц Московской области.